# Saint-Luc (Valais)
Saint-Luc foi uma comuna da Suíça, no Cantão Valais, com cerca de 345 habitantes. Estendia-se por uma área de 31,9 km², de densidade populacional de 11 hab/km². Confinava com as seguintes comunas: Agarn, Ayer, Chalais, Chandolin, Chippis, Oberems, Sierre, Vissoie. 
A língua oficial nesta comuna era o Francês.

## História
Em 1 de janeiro de 2009, passou a formar parte da comuna de Anniviers.